# 国民学校

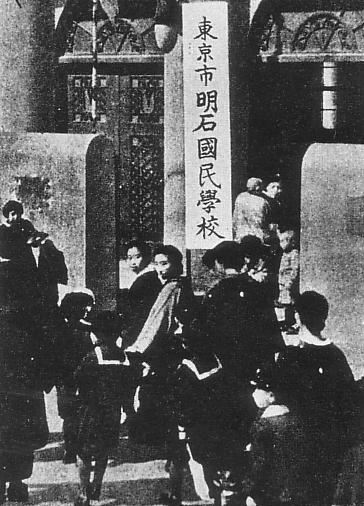
東京市明石国民学校
（東京都中央区）
現在の中央区立明石小学校

国民学校（こくみんがっこう、旧字体：國民學校󠄁）とは、日中戦争勃発後の社会情勢によって日本に設けられ、初等教育と前期中等教育を行っていた学校。

## 概要

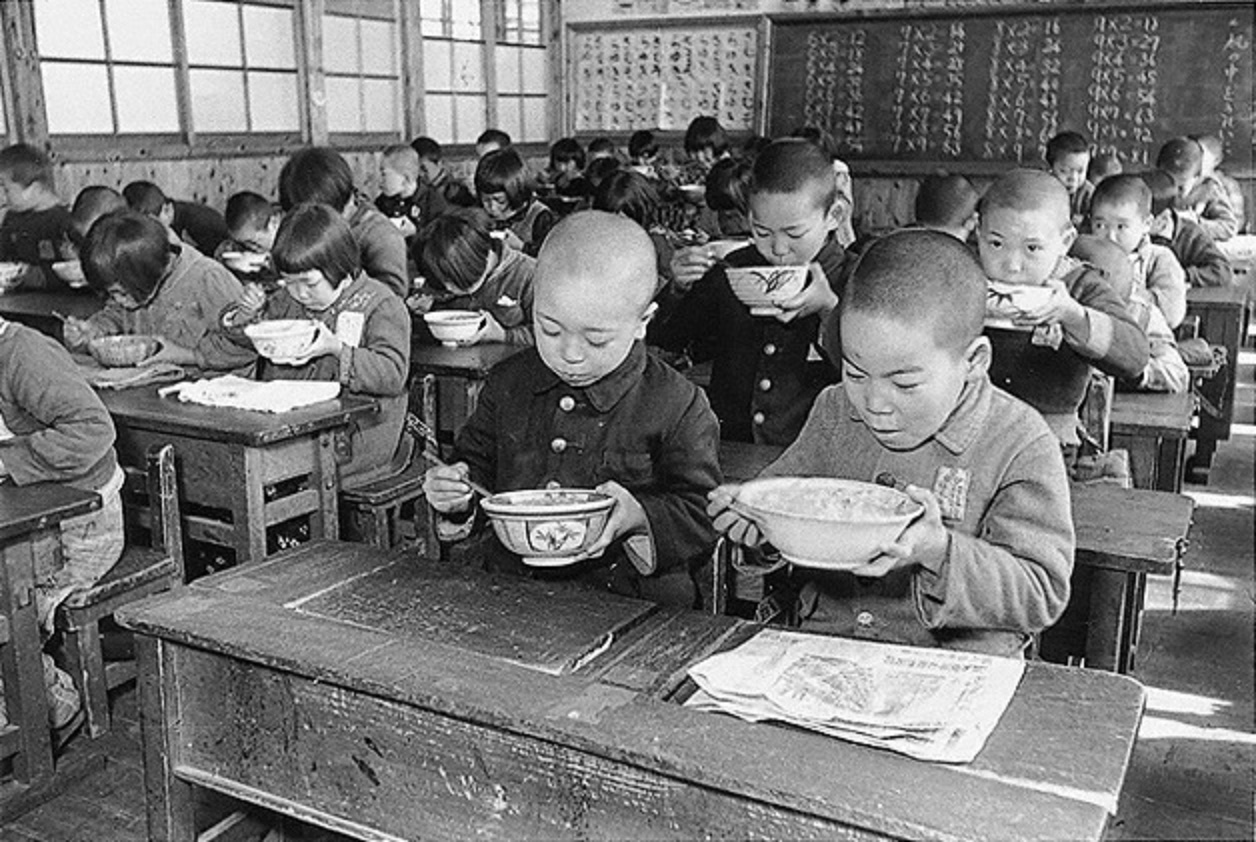
児童の給食（横浜市）

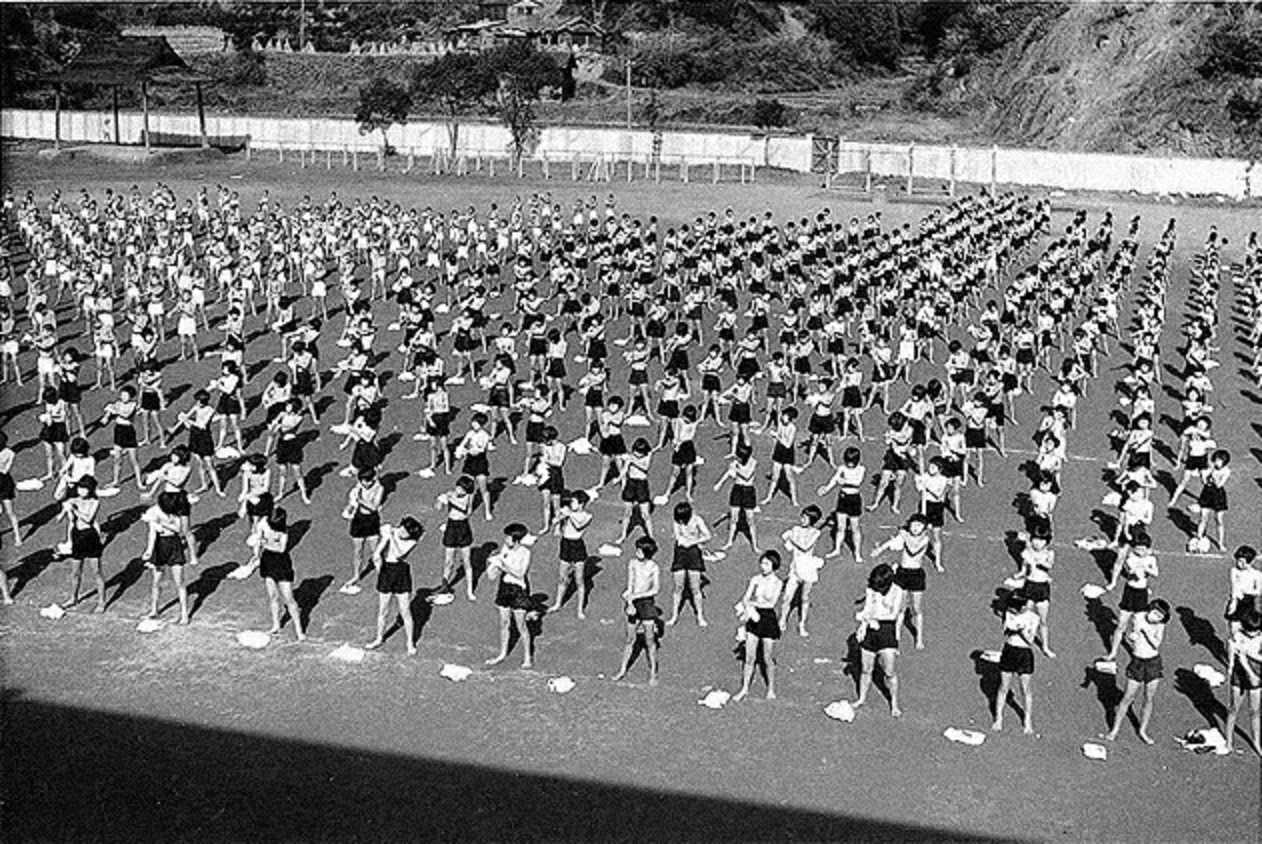
女子も上半身裸で乾布摩擦（延岡市）

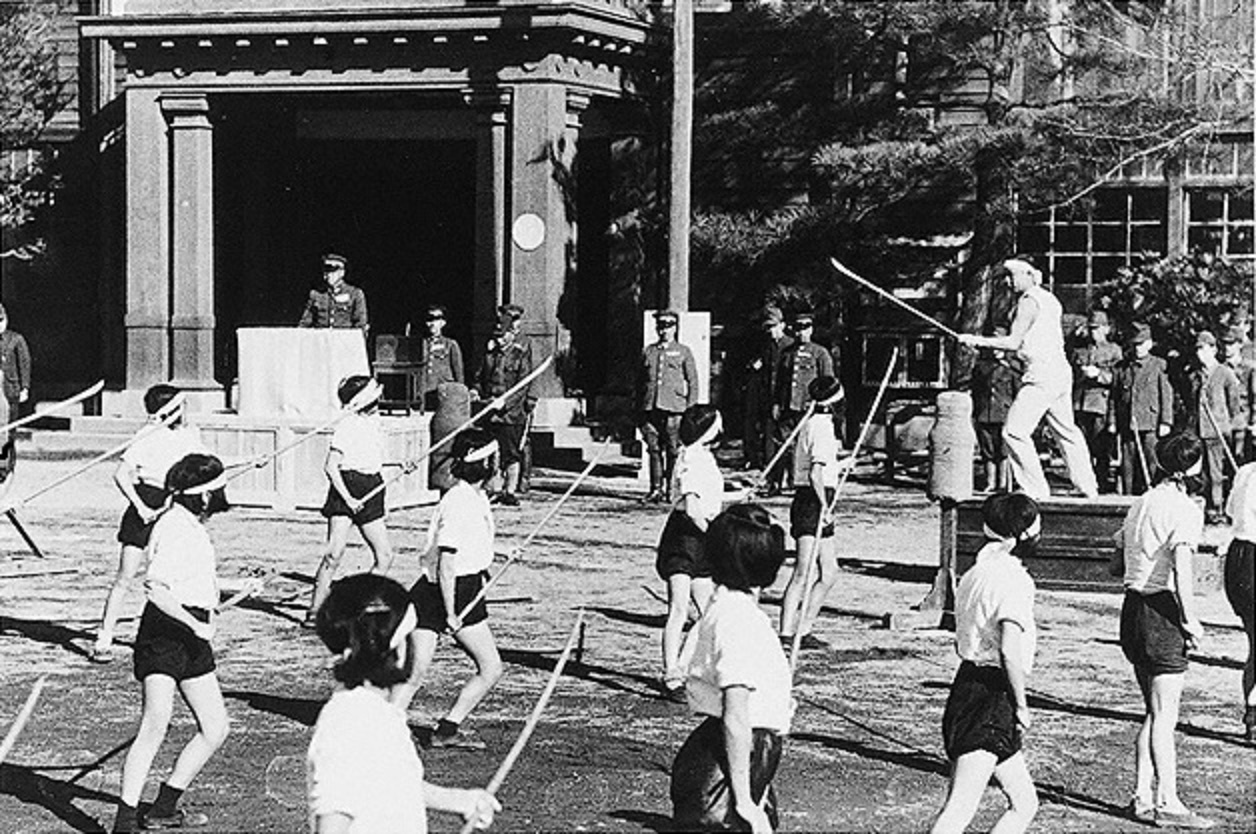
高等科女子の薙刀体操

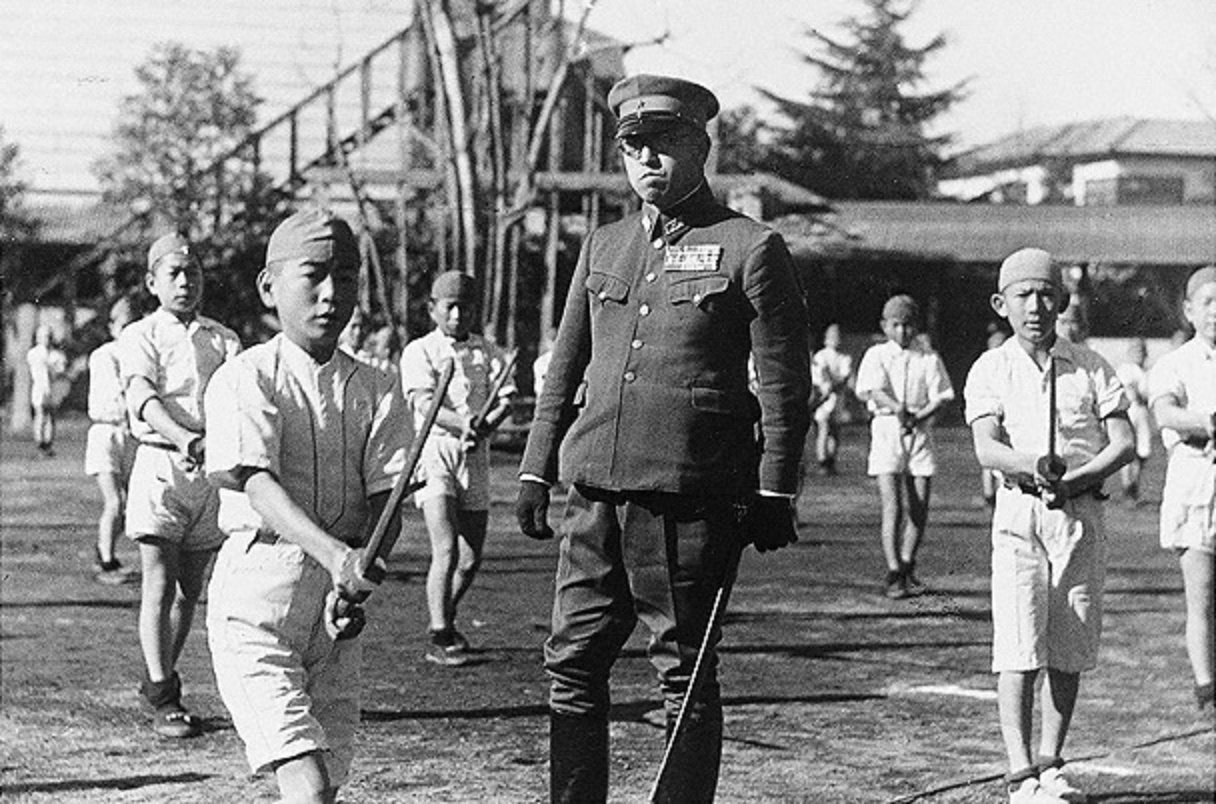
男子児童の剣術訓練

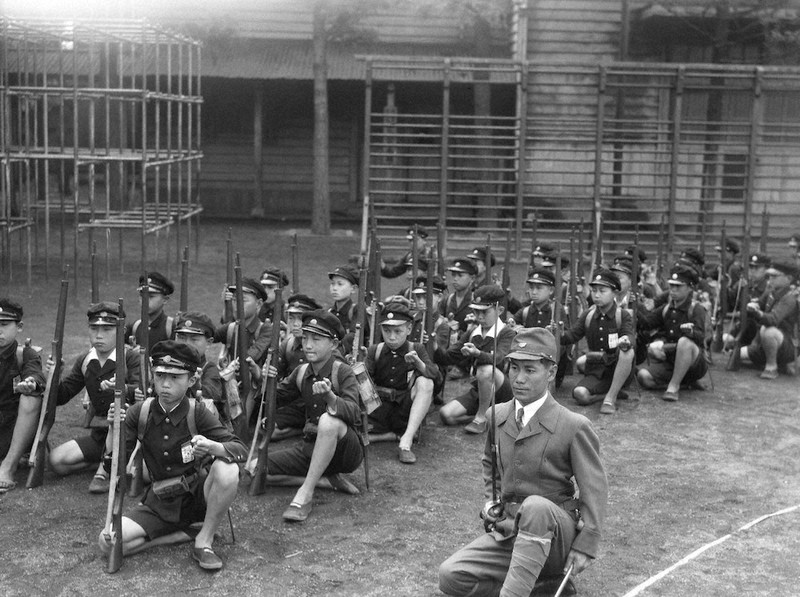
軍事訓練（東京中目黒国民学校、1942年）

1941年の国民学校令によって設立される。教育勅語の教えを奉戴して皇国の道に則って初等普通教育を施し国民の基礎的錬成を目的とし、国家主義的色彩が濃厚に加味された。

國民學校󠄁ハ皇國ノ道󠄁ニ則リテ初等普通󠄁敎育ヲ施シ國民ノ基礎的󠄁鍊成ヲ爲スヲ以テ目的󠄁トス （国民学校令第一条）

名称の由来
当時の文部省普通学務局初等教育課長によると、「国民の基礎教育を施す学校」を由来とされる。また、当時同盟国であったドイツの初等教育に起源をもつと言われ、ドイツ語のVolksschule（Volks（フォルクス）が「国民・民族」、schule（シューレ）が「学校」）の翻訳であるという説もある。
制度上の改革
- 小学校尋常科を国民学校初等科（修業年限6年）、小学校高等科を国民学校高等科（修業年限2年）に改組。
- 国民学校の高等科2年の修了者を対象に修業年限1年の特修科を設置することができる。
- 1944年（昭和19年）から義務教育年限を6年から8年（国民学校初等科6年+国民学校高等科2年／国民学校初等科6年+旧制中等学校2年）に延長することを規定[注釈 1]。ただし、教育ニ関スル戦時非常措置方策により延期され、国民学校が廃止されるまで義務教育の延長は結局行われなかった。
- 学区制を導入し、入学者を学区内に住所のある児童のみに制限する[3]。
- 以下のような対策を講じて就学義務の徹底を図る[3]。
  - 貧困等による児童就学義務免除・猶予制度を廃止。
  - 心身異常児童のために、これまで家庭で義務教育を行うことができる制度を廃止し、特別な養護施設を設置。
- 教頭と養護訓導を設置したり、校長と教頭を奏任待遇にしたりすることにより職員の組織・待遇を改善した。

## 歴史
（1937年7月7日、盧溝橋事件を発端として日中戦争/支那事変が始まる）
- 1941年（昭和16年）
  - 3月1日 - 国民学校令（昭和16年勅令第148号）が公布される。
  - 4月1日 - 国民学校令の施行により、従来の小学校が改組され国民学校が発足[4]。
    - 尋常小学校を国民学校初等科（修業年限6年）、高等小学校を国民学校高等科（修業年限2年間）とする。
    - 尋常高等小学校を国民学校初等科・高等科とする。
    - 公立師範学校等の附属小学校を附属国民学校とする。
    - 私立の小学校は私立学校令によって設立されたものと見なされ、国民学校への改称は認められていなかった（私立の国民学校はなかった）[3]。

  - 12月8日 - 対英米開戦（太平洋戦争/大東亜戦争勃発）。
- 1944年（昭和19年）
  - 2月16日 - 戦時非常措置により、同年4月に予定していた6年から8年への義務教育年限延長が延期されることになる[5]。
  - 6月30日 - 戦況悪化により、学童疎開促進要綱が閣議決定され、都市部の国民学校初等科児童の地方への疎開が推奨される[6]。
- 1945年（昭和20年）
  - 3月18日 - 決戦教育措置要綱[注釈 2]が閣議決定され、昭和20年度（同年4月から翌3月末まで）高等科の授業が停止されることとなる[7]。
  - 5月22日 - 戦時教育令が公布され、高等科の授業を無期限で停止することが法制化される。
  - 8月15日 - 大日本帝国、ポツダム宣言受諾に伴い連合国に対し降伏することを決定（日本の降伏）。
  - 8月21日 - 文部省により戦時教育令の廃止が決定され、同年9月から高等科の授業が再開されることとなる。
  - 9月2日 - 帝国政府、降伏文書に調印。日中戦争（支那事変）及び太平洋戦争（大東亜戦争）が終結。連合国（主としてアメリカ軍）による占領統治が開始される。
  - 9月12日 - 文部省により戦時教育を平時教育へ転換させることについての緊急事項が指示される。
  - 9月26日 - 文部省により疎開児童の復帰が指示される。
  - 10月 - 日本教育制度に対する管理政策により、軍国主義および極端な国家主義思想の普及が禁止される。
  - 12月 - 国家神道・神社神道に関する指令ならびに修身・日本歴史および地理停止に関する指令が出される。
    - 当時使用されていた教科書・教師用参考書から、神道教義に関する事項が全て削除され、全ての学校で修身・日本歴史・地理の授業が停止された。
- 1946年（昭和21年）
  - 7月 - 文部省で新たに編集した暫定教科書を使って地理の授業を再開。
  - 9月 - 修身教育に代わる科目として公民科を課されることとなる。
  - 10月 - 文部省で新たに編集した暫定教科書「くにのあゆみ」を使って日本歴史の授業を再開。
- 1947年（昭和22年）
  - 3月 - 旧教育基本法と学校教育法が制定・公布される。
  - 4月1日 - 学制改革（小学校6年・中学校3年の義務教育実施）により、国民学校が廃止される。
    - 国民学校初等科は新制小学校に改組された。新制中学校が発足し、国民学校高等科1年生全員と2年生のうち希望者が新制中学校の2、3年生となった[8]。

| 入学時（修了時）の年齢 | 1900年（明治33年） 小学校令（第3次） | 1907年（明治40年） 小学校令一部改正 | 1941年（昭和16年） 国民学校令 | 1947年（昭和22年） 学制改革（現行） | 2016年（平成28年） 1947年学制と並立（現行） |
| ---------------------- | ------------------------------------ | ----------------------------------- | ----------------------------- | ----------------------------------- | ------------------------------------------- |
| 6歳（7歳）             | 尋常小学校1年                        | 尋常小学校1年                       | 国民学校初等科1年             | 小学校1年                           | 義務教育学校1年                             |
| 7歳（8歳）             | 尋常小学校2年                        | 尋常小学校2年                       | 国民学校初等科2年             | 小学校2年                           | 義務教育学校2年                             |
| 8歳（9歳）             | 尋常小学校3年                        | 尋常小学校3年                       | 国民学校初等科3年             | 小学校3年                           | 義務教育学校3年                             |
| 9歳（10歳）            | 尋常小学校4年                        | 尋常小学校4年                       | 国民学校初等科4年             | 小学校4年                           | 義務教育学校4年                             |
| 10歳（11歳）           | 高等小学校1年                        | 尋常小学校5年                       | 国民学校初等科5年             | 小学校5年                           | 義務教育学校5年                             |
| 11歳（12歳）           | 高等小学校2年                        | 尋常小学校6年                       | 国民学校初等科6年             | 小学校6年                           | 義務教育学校6年                             |
| 12歳（13歳）           | 高等小学校3年                        | 高等小学校1年                       | 国民学校高等科1年             | 中学校1年                           | 義務教育学校7年                             |
| 13歳（14歳）           | 高等小学校4年                        | 高等小学校2年                       | 国民学校高等科2年             | 中学校2年                           | 義務教育学校8年                             |
| 14歳（15歳）           |                                      |                                     | 国民学校特修科                | 中学校3年                           | 義務教育学校9年                             |

## 教育内容
皇国民としての基礎的錬成の資質内容
1. 国民精神を体認し、国体に対する確固たる信念を有し、皇国の使命に対する自覚を有していること。
2. 透徹せる理知的能力を有し、合理創造の精神を体得し、もって国運の進展に貢献しうること。
3. かっ達剛健な心身と献身奉公の実践力とを有していること。
4. 高雅な情操と芸術的、技能的な表現力を有し、国民生活を充実する力を有すること。
5. 産業の国家的意義を明らかにし、勤労を愛好し、職業報国の実践力を有していること。

| 課程               | 教科   | 科目                                                               |
| ------------------ | ------ | ------------------------------------------------------------------ |
| 初等科・高等科共通 | 国民科 | 修身・国語・国史・地理                                             |
| 初等科・高等科共通 | 理数科 | 算数・理科                                                         |
| 初等科・高等科共通 | 体錬科 | 体操・武道（※女児は武道を欠くことができた。）                      |
| 初等科・高等科共通 | 芸能科 | 音楽・習字・図画・工作 裁縫（初等科女児） 家事・裁縫（高等科女児） |
| 高等科のみ         | 実業科 | 農業・工業・商業・水産の中から1科目選択                            |

教科
上記の資質内容に基づいて、国民科・理数科・体錬科・芸能科（以上4教科は初等科・高等科共通）・実業科（高等科のみ）の5教科に分類された。
教育方法
- 主知[注釈 3]的教授を排し、心身一体として教育し、教授・訓練・養護の分離を避け、国民としての統一的人格の育成を期すること。
- 儀式・学校行事の教育的意義を重んじ、これを教科とあわせて一体とし、全校をあげて「国民錬成の道場」たらしめようとしたこと。
- 学校と家庭および社会との連絡を緊密にし、児童の教育を全うしようとしたこと。

## 進学実態
- 初等科（旧・尋常小学校、6年間）修了後は、高等科・旧制中等教育学校（旧制中学校・高等女学校・実業学校）・青年学校普通科などに進学するか就職する道があった。
- 高等科（旧・高等小学校、2年間）修了後は、旧制中等教育学校（旧制中学校・高等女学校・実業学校）3年編入、師範学校進学、就職する道などがあった。

## 他国における国民学校

### 台湾
台湾では大日本帝国配下の1941年に設立された。
独立後も「国民学校」（「国校」と略称）としていたが、1968年に「国民小学」（「国小」と略称）に改称された。

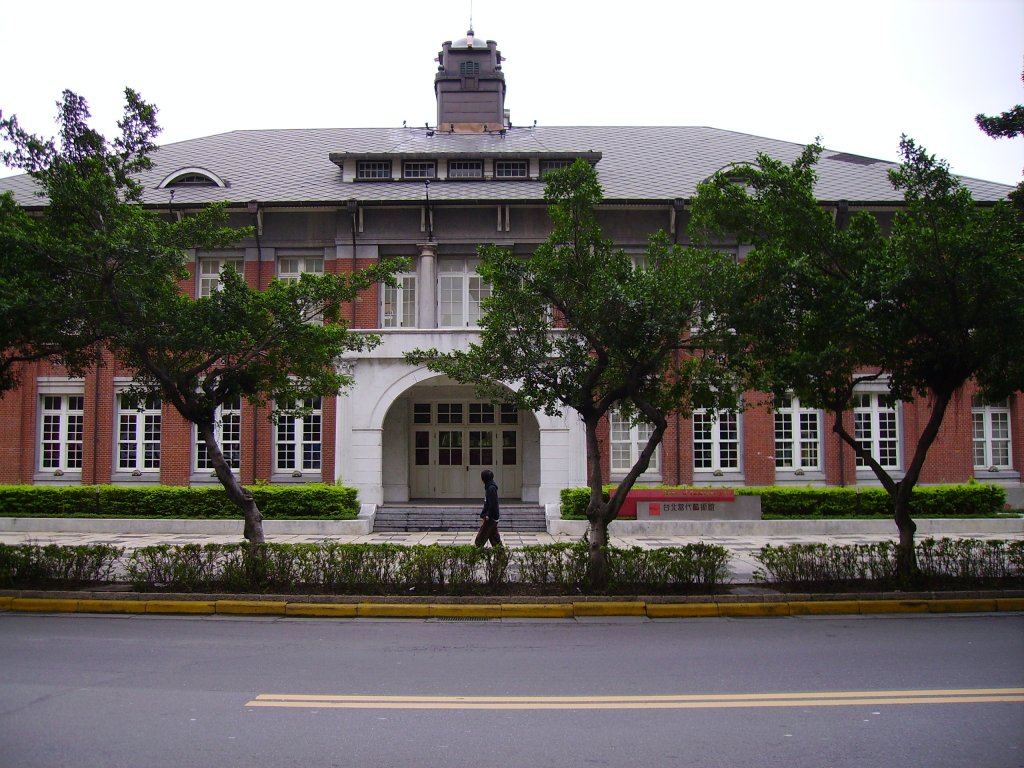
台湾の国民学校。現在は台北市立第二美術館。

### 韓国
韓国では、独立後に6・6・4制（のちに6・3・3・4制）を導入したが、金泳三政権時に「初等学校（チョドゥンハッキョ、초등학교）」と改称される1995年まで、初等教育の6年間を「国民学校（クンミンハッキョ、국민학교）」と呼称した。国民学校時代の教科書は、民族主義や反共主義など、韓国政府が拠って立つイデオロギーを子供に鼓吹し、ことさら、軍に親近感を抱かせるような内容が多かったとされる。